# Leichtathletik-Weltcup 2006
Der 10. Leichtathletik-Weltcup fand am 16. und 17. September 2006 im Olympiastadion von Athen (Griechenland) statt.
Es nahmen 408 Athleten aus 66 Nationen teil. Sieger wurde bei den Männern die Mannschaft von Europa und bei den Frauen die Mannschaft von Russland.
Der Wettbewerb wurde letztmals in dieser Form ausgetragen. 2010 in Split wurde die Veranstaltung mit neuem Modus als Continentalcup fortgeführt.

## Punktevergabe
| Platz | Punkte |
| ----- | ------ |
| 1     | 9      |
| 2     | 8      |
| 3     | 7      |
| 4     | 6      |
| 5     | 5      |
| 6     | 4      |
| 7     | 3      |
| 8     | 2      |
| 9     | 1      |

## Endstand

### Männer
| Platz | Team               | Punkte |
| ----- | ------------------ | ------ |
| 1     | Europa             | 140    |
| 2     | Vereinigte Staaten | 136    |
| 3     | Afrika             | 116    |
| 4     | Asien              | 110    |
| 5     | Amerika            | 104    |
| 6     | Russland           | 89     |
| 7     | Frankreich         | 79     |
| 8     | Ozeanien           | 78     |
| 9     | Griechenland       | 44     |

### Frauen
| Platz | Team               | Punkte |
| ----- | ------------------ | ------ |
| 1     | Russland           | 137    |
| 2     | Europa             | 128    |
| 3     | Amerika            | 117    |
| 4     | Vereinigte Staaten | 101,5  |
| 5     | Polen              | 097    |
| 6     | Afrika             | 096,5  |
| 7     | Asien              | 085,5  |
| 8     | Ozeanien           | 073    |
| 9     | Griechenland       | 060,5  |